# Gorafe
Gorafe è un comune spagnolo di 552 abitanti situato nella comunità autonoma dell'Andalusia.